# Guerras bizantino-otomanas
As guerras bizantino-otomanas foram uma série de conflitos entre os turcos otomanos e os bizantinos que levaram à destruição final do Império Romano do Oriente e à ascensão do Império Otomano.
Em 1204, a capital bizantina, Constantinopla, foi saqueada e ocupada pelos soldados da Quarta Cruzada, um momento decisivo no contexto do cisma cristão que vigorava entre ocidente e oriente. Os bizantinos, já enfraquecidos pelo desgoverno, se viram mergulhados no caos. Aproveitando-se da situação, o Sultanato de Rum iniciou seu avanço na Anatólia ocidental, que só foi interrompido quando o Império de Niceia conseguiu repeli-lo. Em 1261, a capital foi retomada das mãos do Império Latino pelos nicenos, porém, a posição do Império Bizantino no continente europeu permaneceu incerta por causa da presença ameaçadora de reinos rivais como o Despotado do Epiro, a Sérvia e o Segundo Império Búlgaro. Esta ameaça e o enfraquecimento do Sultanato de Rum levaram à transferência das tropas asiáticas para a Trácia para defender as posses bizantinas na região. Porém, o enfraquecimento dos seljúcidas não foi, de forma alguma, algo positivo, pois nobres conhecidos como gazis começaram a criar seus próprios feudos às custas do território conquistado dos bizantinos. O mais poderoso deles era Osmã I, que agora ameaçava Constantinopla e Niceia (atual İznik). Em 1299, seguro de sua posição, Osmã se declarou sultão e seus territórios passaram a ser conhecidos a partir daí como Império Otomano.
Num período de 50 anos depois da fundação do Beilhique Otomano, a Ásia Menor bizantina deixou de existir e, por volta de 1380, a Trácia também. Em 1400, o poderoso Império Bizantino não passava de uma coleção de territórios composta pelo Despotado da Moreia, as ilhas Egeias e uma faixa de terra vizinha da capital. A Batalha de Nicópolis em 1386, a invasão de Tamerlão em 1402 e a Cruzada de Varna em 1444 deram algum respiro aos bizantinos e adiaram a derrota até 1453, quando Constantinopla finalmente caiu. Com o fim da guerra, se se estabeleceu a supremacia otomana no Mediterrâneo Oriental.

## Origens da guerra
Depois das guerras bizantino-seljúcidas, no final do século XIII, os vários grupos de turcos que se assentaram na Ásia Menor começaram a fundar beilhiques, um tipo de Estado semi-independente governado por um bei, no vácuo deixado pelo colapso do Sultanato de Rum. Um destes beis chamava-se Osmã I, conhecido também como Uc beg ("protetor"), e seu domínio ficava na região noroeste da Anatólia, não muito longe de Constantinopla. Por conta desta proximidade, ele e seus gazis conseguiram tirar proveito do enfraquecimento bizantino, provocado principalmente pela obsessão de Miguel VIII Paleólogo em expulsar os latinos da Grécia. Ao retirar suas tropas da Ásia e transferi-las para a Europa, o imperador abriu as portas do império aos ataques turcos.

## Ascensão dos otomanos: 1265–1328
Depois da reconquista de Constantinopla por Miguel VIII Paleólogo em 1261, o Império Bizantino se viu numa difícil situação. Havia rumores entre os estados latinos na Grécia sobre uma possível retomada da cidade pelo que restava do Império Latino enquanto que ao norte a principal ameaça era a expansão da Sérvia de Estêvão Uroš I nos Balcãs. O que já fora antes uma poderosa fronteira na gestão da dinastia comnena na região do Danúbio era agora uma ameaça à capital bizantina
Para resolver todos esses problemas, Miguel começou consolidando sua posição: ele mandou cegar seu coimperador júnior, João IV Láscaris, o que provocou um enorme ressentimento. Para contê-lo, ele nomeou um novo patriarca, Germano III, para levantar a pena de excomunhão que lhe fora imposta pelo anterior, Arsénio I, por causa da mutilação de João. Ele também obrigou-o a se submeter à autoridade de Roma para apaziguar os latinos.
A medida que os bizantinos avançavam sobre os territórios latinos na Grécia, os turcos de Osmã começaram seus raides na Anatólia bizantina: Söğüt e Esquixequir caíram em 1265 e 1289 respectivamente. Miguel nada podia fazer uma vez que o exército bizantino havia se retirado da região.
Em 1282, o imperador morreu e seu filho, Andrônico II Paleólogo, tomou o poder. A morte de Miguel provocou alívio na maior parte da população, que ressentia da política de apaziguamento com a Igreja de Roma e dos altos impostos para bancar os gastos militares. Os turcos cada vez mais eram vistos como libertadores dos anatólicos e muitos camponeses rapidamente se converteram ao islamismo, minando ainda mais a legitimidade do jugo bizantino na região.
O governo de Andrônico foi marcado pela incompetência e por más decisões que, no longo prazo, arruinariam o império definitivamente. Ele começou desvalorizando o hipérpiro bizantino (a moeda de ouro que era base do comércio internacional da região), o que na verdade reduziu a importância da economia bizantina como um todo. Ele também baixou os impostos e, para compensar, passou a taxar a classe dos cavaleiros (pronoia). Para aumentar sua popularidade, ele repudiou a União das Igrejas decidida em 1274 no Segundo Concílio de Lyon, reiniciando as hostilidades entre bizantinos e latinos.
Andrônico desejava preservar o controle bizantino na Anatólia e ordenou a construção de diversas fortalezas na região e um vigoroso treinamento para o exército bizantino. O imperador mudou com sua corte para lá para conseguir supervisionar os trabalhos pessoalmente e ordenou que seu general, Aleixo Filantropeno, atacasse os turcos. Contudo, os sucessos iniciais logo se perderam quando Aleixo tentou tomar o trono para si e fracassou. Ele foi cegado e exilado, mas o respiro permitiu que os otomanos cercassem Niceia (atual İznik) em 1301. Novas derrotas do filho de Andrônico, o coimperador Miguel IX Paleólogo, e do general Jorge Muzalon em Magnésia do Sipilo (atual Manisa) e na Batalha de Bafeu encerraram a campanha em 1302.
Apesar disso, Andrônico tentou mais uma vez dar um golpe decisivo nos turcos, desta vez valendo-se de mercenários catalães liderados por Rogério de Flor e por Miguel IX. A chamada Companhia Catalã, formada por 6 500 cavaleiros, atacou na primavera e no verão de 1303 e forçou os turcos a recuarem. Os caros serviços da companhia conseguiram expulsar os turcos da região entre a Filadélfia (atual Alaşehir), à oeste, e Cízico, à leste, mas à custa da devastação completa do zona rural. Uma vez mais as vitórias bizantinas foram atrapalhadas por conflitos internos: Rogério foi assassinado e, como vingança, a Companhia Catalã passou a saquear a região. Quando eles finalmente se mudaram para o Tema da Trácia em busca de novos saques em 1307, a população local, agradecida, recebeu os turcos de braços abertos, que rapidamente cercaram as principais fortalezas bizantinas na Ásia Menor.
Depois dessas derrotas, Andrônico não era mais capaz de enviar mais tropas para a região. Em 1320, o neto do imperador, Andrônico III Paleólogo , foi deserdado depois da morte do pai, o filho de Andrônico II, Miguel. No ano seguinte, ele retaliou marchando para a capital e acabou recebendo a Trácia como apanágio. Porém, não satisfeito, Andrônico III continuou pressionando o avô e, em 1322, foi nomeado coimperador. O conflito se transformou numa guerra civil travada nos Balcãs na qual os sérvios apoiaram Andrônico II enquanto que os búlgaros estavam do lado de Andrônico III. A guerra terminou em 23 de maio de 1328 com Andrônico III emergindo como vitorioso. Enquanto a guerra era travada nos Balcãs, os turcos atacaram novamente na Ásia e tomaram Bursa em 1326.

## Contra-ofensiva bizantina: 1328–1341
Foi durante o reinado de Andrônico III que ocorreu a última tentativa genuína - e com alguma possibilidade de sucesso - de restaurar a "glória que fora um dia de Roma". Em 1329, tropas bizantinas foram enviadas para combater as forças otomanas que estavam cercando Niceia (atual İznik) desde 1301. As campanhas da Companhia Catalã e as fortes defesas da cidade frustraram as tentativas otomanas de tomá-la. Porém, o destino da cidade foi selado quando este exército foi derrotado na Batalha de Pelecano em 10 de junho de 1329. Em 1331, Niceia se rendeu, um severo golpe para os bizantinos, principalmente considerando que ela havia sido a capital do Império de Niceia e a base grega para a retomada de Constantinopla das mãos do Império Latino.
Uma vez mais o poder militar bizantino estava exaurido e Andrônico III foi forçado a negociar, como fizera seu avô. Em troca da segurança dos demais assentamentos bizantinos na Ásia Menor, um tributo seria pago aos otomanos. Infelizmente para os bizantinos, o pagamento não impediu que os otomanos cercassem Nicomédia em 1333, que finalmente caiu em 1337.
Apesar destes contratempos, Andrônico III conseguiu algumas vitórias contra seus adversários na Grécia e na Ásia Menor. O Despotado do Epiro e Salonica foram subjugados. Em 1329, os bizantinos capturaram a ilha de Quio e, em 1335, tomaram Lesbos. Ainda assim, estas ilhas eram apenas exceções isoladas na tendência geral das conquistas otomanas. Além disso, nenhuma delas era parte do domínio dos turcos e a captura delas pelos bizantinos mostra que eles ainda detinham algum potencial militar. Porém, as forças bizantinas seriam ainda mais enfraquecidas pela expansão do Reino da Sérvia na região recém-conquistada do Epiro durante a devastadora guerra civil que deixaria o Império Bizantino como vassalo dos otomanos.

## Invasão dos Balcãs e guerra civil: 1341–1371
Andrônico III morreu em 1341 deixando seu filho de apenas 10 anos de idade, João V Paleólogo, no trono. Uma regência foi formada por João VI Cantacuzeno, a mãe do jovem imperador, Ana de Saboia, e o patriarca João XIV Calecas. A rivalidade entre Cantacuzeno e Calecas provocou uma destrutiva guerra civil que terminaria com a vitória de Cantacuzeno em fevereiro de 1347. Durante esse período, a peste, terremotos e constantes ataques otomanos enfraqueceram o império a tal ponto que apenas Filadélfia (atual Alaşehir) continuava sob controle bizantino na Anatólia e, ainda assim, à custa do pagamento de tributos. Durante a guerra, ambos os lados empregaram mercenários turcos e sérvios, que saqueavam e pilhavam o território bizantino à vontade, o que arruinou a maior parte da Tema da Macedônia e deixando-a à mercê do recém-criado Império Sérvio de Estêvão Uresis IV. Vencedor, Cantacuzeno se fez coroar coimperador e reinou como João VI Cantacuzeno juntamente com João V.
A coexistência dos dois imperadores fracassou e ambos travaram uma nova guerra civil, que diminuiu ainda mais o que restava da integridade bizantina aos olhos de seus ambiciosos vizinhos. João VI venceu novamente e substituiu o exilado João V pelo seu filho, Mateus Cantacuzeno, como coimperador. Porém, os turcos, agora liderados pelo filho de Osmã I, Orcano I, entraram na disputa capturando o forte de Calípole (Kallipolis; Galípoli) em 1354, o que finalmente lhes deu uma cabeça-de-ponte no continente europeu. A chegada dos aparentemente imbatíveis otomanos às muralhas de Constantinopla provocou pânico na capital, uma situação que deu a João V a chance de pedir a ajuda dos genoveses para derrubar João VI em novembro de 1354. Cantacuzeno foi tonsurado e confinado num mosteiro.
Porém, a guerra não terminou aí. Mateus Cantacuzeno conseguiu o apoio de Orcano e, com tropas turcas, marchou para Constantinopla. Porém, sua captura em 1356 encerrou seu sonho de se tornar imperador numa efêmera derrota para os seus aliados turcos, que queriam derrubar João V.
Depois da guerra, um breve interlúdio de paz entre otomanos e bizantinos se seguiu. Em 1361, Didimoteico caiu. O sucessor de Orcano, Murade I, estava mais preocupado com suas posses na Anatólia e, assim como Alparslano, o conquistador seljúcidas, fizera séculos antes, ele deixou a conquista do território bizantino a cargo de seus vassalos. Filipópolis (atual Plovdiv) caiu depois de uma grande campanha entre 1363-1364 e Adrianópolis sucumbiu em 1369.
O Império Bizantino não era capaz de lançar um contra-ataque ou mesmo de se defender adequadamente. Os turcos tinham o completo controle da situação. Murade I massacrou o exército sérvio em 26 de setembro de 1371 na Batalha de Maritsa, o que provocou a derrocada do poder sérvio nos Balcãs. Contudo, o derradeiro objetivo dos otomanos era a conquista de Constantinopla. Numa tentativa de evitar a derrota completa, João V apelou para o papa em Roma em troca de apoio militar. Apesar de confessar publicamente a fé católica na antiga Basílica de São Pedro, o imperador não recebeu ajuda alguma e acabou sendo forçado a negociar com os otomanos. O império agora teria que pagar um tributo regularmente, na forma de tropas e dinheiro, apenas para sobreviver.

## Nova guerra civil e vassalagem: 1371–1394
Nesta época, os otomanos já haviam praticamente vencido a guerra. O Império Bizantino estava reduzido a uns poucos assentamentos além da capital e o imperador havia sido forçado a reconhecer seu status de vassalo do sultão otomano, uma situação que perdurou até 1394. Porém, embora Constantinopla tivesse sido neutralizada, as potências cristãs nas redondezas ainda eram uma ameaça aos otomanos e Ásia Menor ainda não estava completamente sob controle turco. As forças do sultão continuaram avançando nos Balcãs e se mostraram tão imbatíveis ali quanto foram na Anatólia: em 1385, Sófia foi capturada dos búlgaros, assim como Niš no ano seguinte. Outros pequenos estados foram subjugados, incluindo os agora desunidos sérvios, cuja resistência fora esmagada na Batalha de Kosovo em 1389, e os búlgaros, que perderam a maior parte do seu território para Bajazeto I em 1393.
O avanço otomano nos Balcãs foi ajudado por mais uma guerra civil entre os bizantinos, desta vez entre João V Paleólogo e seu filho mais velho Andrônico IV Paleólogo. Com o apoio de Murade I, João V conseguiu cegar Andrônico e o filho dele, João VII Paleólogo, em setembro de 1373. Os dois escaparam e conseguiram inverter apoio de Murade ao prometer-lhe um tributo ainda mais alto do que o pago por João V. João V perdoou seu primogênito em 1381, o que enfureceu seu segundo filho - e herdeiro aparente até então - Manuel II Paleólogo, que tomou Salonica, alarmando o sultão pela facilidade com que venceu as forças otomanas na região.
A morte de Andrônico IV em 1385 e a queda de Salonica dois anos depois para as forças de Hayreddin Pasha encorajaram Manuel a buscar o perdão do sultão e de João V. A relação cada vez mais próxima de pai e filho irritou João VII, o filho mais velho de Andrônico, que sentiu ameaçada a sua herança. João derrubou o avô mas, apesar da ajuda dos otomanos e dos genoveses, seu reinado durou apenas cinco meses e ele terminou sendo deposto pelas forças conjuntas de Manuel e João V.

### Queda de Filadélfia
Em paralelo à guerra civil, os turcos da Anatólia se aproveitaram da oportunidade para tomar Filadélfia (atual Alaşehir) em 1390, encerrando definitivamente a presença bizantina na região, mesmo que se considere que, na época, a cidade já não era mais controlada por Constantinopla. Por já estar num Estado semi-independente, a queda de Filadélfia teve poucas consequências para os bizantinos além da humilhação do imperador, que foi obrigado a acompanhar o sultão durante a campanha.

### Vassalagem
Depois da morte de João V, Manuel II conseguiu se firmar no trono e mantinha relações cordiais com o sultão, de quem era vassalo. Em troca da concordância otomana ao seu reinado, Manuel foi forçado a desmantelar as fortificações do Portão Dourado, o que ele fez a contragosto.

## Reinício das hostilidades: 1394–1424

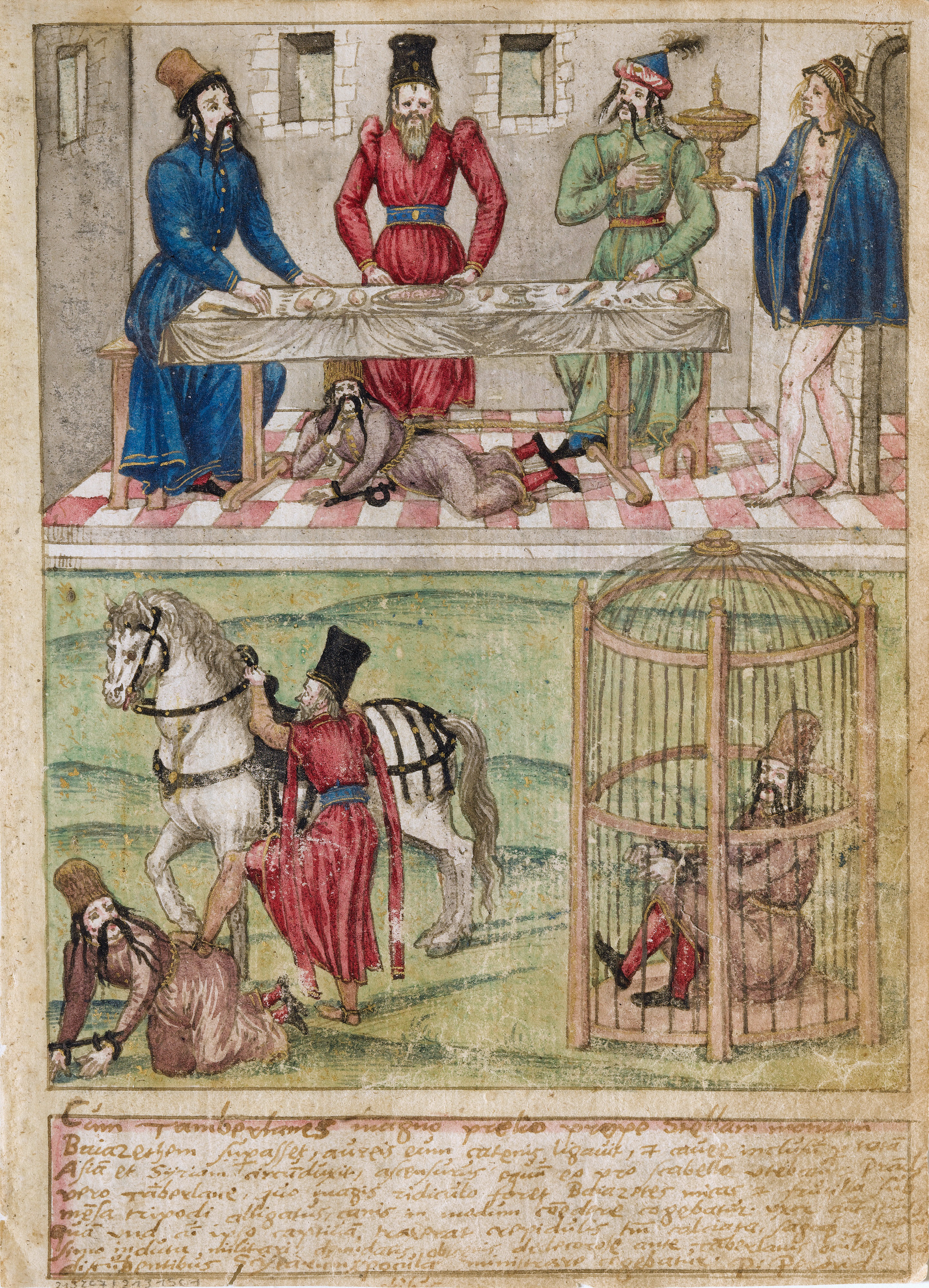
Prisão de por Tamerlão. O cã do Canato Chagatai, apesar de perseguir os cristãos, acabou salvando Constantinopla ao atacar os otomanos

Em 1394, as relações entre os bizantinos e os otomanos mudaram para pior e o conflito foi retomado quando o sultão Bajazeto I (r. 1389–1402) ordenou a morte de Manuel II quando imperador se reconciliou com seu sobrinho, o filho de Andrônico IV, João VII Paleólogo. Bajazeto posteriormente mudou de ideia e exigiu apenas que uma mesquita e uma colônia turca fossem criadas em Constantinopla, uma exigência que Manuel não só se recusou a cumprir como também fez com que ele parasse de pagar o tributo ao sultão, ignorando suas mensagens, o que acabou provocando um cerco à capital em 1394. Manuel clamou por uma cruzada, que de fato ocorreu em 1396. Sob o comando do futuro imperador romano-germânico Sigismundo, as forças ocidentais foram massacradas na Batalha de Nicópolis no mesmo ano.
A derrota convenceu Manuel II a fugir da cidade e a viajar para Europa em busca de ajuda. Neste ínterim, o agora reconciliado João VII liderou a vitoriosa defesa da cidade contra os otomanos. O cerco foi finalmente levantado quando Tamerlão, cã dos mongóis chagatai, invadiu a Anatólia e destroçou a comunidade de beilhiques leais ao sultão otomano. Na Batalha de Ancara, as forças mongóis destruíram as otomanas, uma chocante derrota para a qual ninguém estava preparado. Logo em seguida, os otomanos começaram a lutar entre si, liderados pelos filhos de Bajazeto.
Os bizantinos não perderam tempo e assinaram um tratado de paz com seus vizinhos cristãos e com um dos filhos do sultão. Pelos termos do acordo, eles conseguiram recuperar Salonica e grande parte do Peloponeso. A guerra civil otomana terminou em 1413 quando Maomé I, o Cavalheiro, com a benção do Império Bizantino, derrotou seus adversários e se firmou no trono.
A rara amizade entre os dois estados não duraria, porém. A morte de Maomé I e a ascensão de Murade II em 1421 aliada à ascensão de João VIII Paleólogo em Constantinopla deterioraram as relações entre os dois impérios. Nenhum dos dois governantes estava contente com o status quo e João VIII, num ato impensado, fez o primeiro movimento ao incitar uma revolta no Império Otomano liderada por um tal Mustafá, que havia sido libertado pelos bizantinos e agora alegava ser um filho perdido de Bajazeto.
Apesar das limitadas chances de sucesso, uma força considerável se juntou na Europa sob seu comando e derrotou vários subordinados de Murade II. Furioso, o sultão conseguiu destruir o pretendente e, em 1422, cercou Salonica e Constantinopla. João VIII então correu para pedir ajuda a seu já idoso pai, Manuel II. O resultado foi que ele incitou outra revolta entre os otomanos apoiando a reivindicação do irmão de Murade II, Küçük Mustafa. A aparentemente promissora revolta começou na Ásia Menor num cerco à cidade de Bursa. Quando o cerco de Constantinopla fracassou, Murade II foi forçado a retornar com suas tropas para derrotar Kuçuk. No final, os bizantinos foram forçados novamente a pagar tributo - 300 000 moedas de prata deveria ser entregues ao sultão anualmente.

## Vitória otomana: 1424–1453

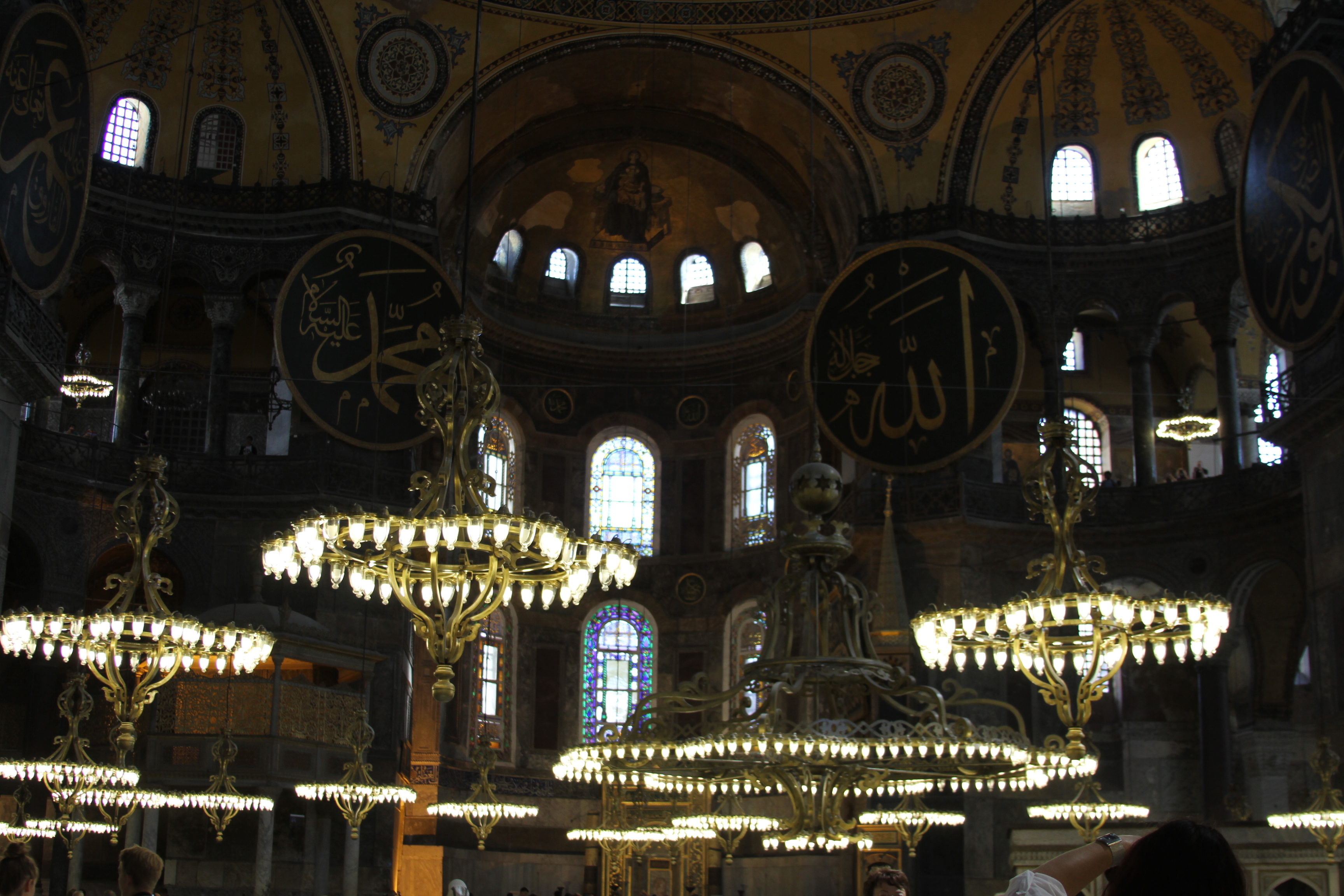
A principal igreja de Constantinopla, a Basílica de Santa Sofia, foi transformada em mesquita em 1453 e assim permaneceu até o início do século XX, quando foi transformada em museu

Os otomanos enfrentaram diversos oponentes entre 1424 e 1453. Presos pelo cerco de Salonica, os turcos tiveram que lidar com os sérvios de Jorge Brankovic, os húngaros de João Corvino Hunyadi e os albaneses de George Kastrioti Skanderbeg. Esta resistência culminou na Cruzada de Varna, que, apesar do grande apoio que recebeu e das tentativas de ludibriar o adversário (um dos tratados assinados durante a cruzada foi unilateralmente revogado pelos húngaros), foi derrotada.
Em 1448 e 1451 mudaram as lideranças bizantina e otomana respectivamente. Murade II morreu e foi sucedido por Maomé II, o Conquistador e Constantino XI Paleólogo   substituiu João VIII. Os dois não se davam bem e as conquistas de Constantino no Peloponeso alarmaram Maomé I, que havia subjugado a região no passado, e agora teve que enviar um exército de 40 000 soldados para retomar o território perdido. Constantino ameaçou se revoltar se suas condições não fossem aceitas pelo sultão, que respondeu ao ultimato construindo fortificações no Bósforo para isolar a capital bizantina de qualquer ajuda estrangeira. Os otomanos, que já controlavam todo o território à volta da capital, começaram seu assalto à cidade em 6 de abril de 1453. Apesar da união das Igrejas Católica e Ortodoxa, os bizantinos não receberam ajuda alguma do papa ou da Europa ocidental, com exceção de uns poucos soldados de Veneza e Gênova.
A Inglaterra e a França estavam imersas nos estágios finais da Guerra dos Cem Anos. Os franceses não queriam perder a vantagem que tinham enviando cavaleiros numa cruzada e os ingleses simplesmente não estavam em posição de fazê-lo. A Espanha estava também nos estágios finais da Reconquista. O Sacro Império Romano-Germânico, que não era um Estado completamente unido sob a liderança dos Hohenstaufen, já havia investido o que podia na Cruzada de Varna e as guerras entre os príncipes germânicos e as guerras hussitas haviam reduzido significativamente a vontade política de ajudar numa cruzada. A Polônia e a Hungria tiveram participação importante em Varna e a derrota ali aliada às guerras teutônico-polonesas mantiveram os dois reinos ocupados e avessos a aventuras no estrangeiro.
Além destas grandes potências europeias, as únicas que restavam eram as repúblicas marítimas de Gênova e Veneza, ambas inimigas dos otomanos, mas também inimigas entre si. Os venezianos consideraram a hipótese de enviar sua frota para atacar as fortalezas que protegiam o Dardanelos e o Bósforo, aliviando o cerco de Constantinopla, mas a força enviada era pequena demais e chegaria muito tarde para ajudar. Os otomanos estavam preparados para combater qualquer exército enviado pelas repúblicas, mas, de qualquer forma, somente 2 000 mercenários liderados por Giovanni Giustiniani Longo chegaram para ajudar na defesa da capital, que ficou restrita a eles mais 5 000 soldados milicianos recrutados na população já muito erodida pelos altos impostos, doenças e guerras civis. Apesar do pouco treinamento, os defensores estavam bem equipados e tinham muitas armas, mas não contavam com canhões que pudessem se comparar à artilharia otomana.
A queda da cidade não foi resultado desta artilharia ou da supremacia naval (muitos navios italianos ainda conseguiam passar pelo cerco). A Queda se deu por causa do peso combinado da imensa disparidade entre as tropas defensoras e ofensoras  - a proporção era de mais de 10 para 1 - e também por causa da habilidade dos janízaros turcos. Conforme os otomanos realizavam uma sequência infrutífera e custosa de assaltos, muitos soldados começaram a duvidar do sucesso do cerco. A história demonstrava que Constantinopla era invencível e as memórias de Ancara e Varna, batalhas que mesmo não tendo alterado o status quo significativamente, ainda permaneciam nas mentes dos esperançosos defensores. Numa tentativa de elevar o moral das tropas, o sultão fez um discurso lembrando os soldados da imensa riqueza que os esperava no saque que se seguiria à conquista da cidade. Um ataque total finalmente venceu a resistência dos defensores e Constantinopla caiu em 29 de maio de 1453. Enquanto os otomanos se espalhavam para saquear a cidade, a disciplina da frota começou a ruir e muitos genoveses e venezianos conseguiram escapar de navio da cidade, incluindo Niccolò Barbaro, um cirurgião veneziano presente que escreveu o seguinte::
| “ | Por todo o dia, os turcos massacraram os cristãos da cidade. O sangue correu da cidade como água da chuva depois de uma tempestade súbita e os cadáveres de turcos e cristãos foram atirados no Dardanelos, de onde flutuaram para o mar como melões pelo canal. | ” |

Depois do cerco, os otomanos continuaram sua campanha e tomaram o Despotado da Moreia em 1460 e o Império de Trebizonda no ano seguinte. A queda deste último marcou o fim do Império Romano, embora a dinastia paleóloga tenha continuado a ser reconhecida pelas casas reais europeias como herdeira legítima de Constantinopla até o século XVI, quando a Reforma Protestante, a ameaça otomana e o cada vez menor interesse pelo tema das cruzadas acabaram forçando o reconhecimento dos otomanos como governantes legítimos da Anatólia e do Levante.

## Causas da derrota bizantina

### Intervenção latina
A presença latina nos Balcãs minou muito da capacidade bizantina de coordenar suas ações contra os turcos otomanos. O maior exemplo é Miguel VIII Paleólogo, cujas tentativas de expulsar os latinos da Grécia levaram ao abandono das fronteiras anatólicas que permitiu que os vários beilhiques, principalmente o de Osmã I, atacassem o território bizantino. As campanhas de Andrônico II na Anatólia, apesar de terem tido algum sucesso militar, foram constantemente atrapalhadas por eventos no ocidente. De qualquer maneira, os bizantinos foram forçados a escolher entre a ameaça de ataque latina e papal e uma reunião impopular entre as igrejas, um dilema que foi explorado por diversos usurpadores que tentaram tomar para si o trono imperial de Constantinopla.
Seja como for, do meio para o fim do século XIV, os bizantinos começaram a receber ajuda formal do ocidente. Pouco mais do que simpatia por uma potência cristã lutando contra uma outra muçulmana, mesmo depois de duas cruzadas, os bizantinos "receberam tanta ajuda de Roma quanto a que recebemos do sultão [mameluco do Egito]". No século XIII, o Sultanato Mameluco do Cairo fora uma potências islâmicas mais determinadas em sua missão de remover qualquer influência cristã no oriente.

### Fragilidade bizantina
Depois da Quarta Cruzada, a posição dos bizantinos era instável. A reconquista de Constantinopla em 1261 e as subsequentes campanhas não vieram em boa hora - o Sultanato de Rum estava enfraquecido e muitos beilhiques se tornaram independentes, como foi o caso do Emirado Otomano de Osmã I. Porém, ainda que esta fragilidade tenha dado ao Império de Niceia espaço para agir, não passou de um breve respiro que não foi tão bem aproveitado quanto poderia.
Com o objetivo de levar adiante seu plano de reconquistar os territórios bizantinos conquistados pelos latinos, Miguel VIII foi obrigado a cobrar exorbitantes impostos dos camponeses da Anatólia e os recursos iam direto para o sustento do caro exército baseado no modelo do exército comneno. Os camponeses, insatisfeitos, se voltaram para os turcos, cujo sistema de taxação eram mais brando.
Depois da morte de Miguel VIII, os bizantinos sofreram com constantes guerras civis. Os otomanos tiveram o mesmo problema, mas muito depois, já no século XV, quando os bizantinos já estavam fracos demais para retomar seus territórios. As guerras bizantinas do século XIV ocorreram justamente quando os turcos conseguiram cruzar para a Europa através da cidade de Galípoli. Quando se tentou reverter a situação, os bizantinos se viram inferiorizados pelos otomanos e dependentes da ajuda latina que, a despeito das duas últimas cruzadas, valia muito pouco.

### A força otomana
Os otomanos tinham uma grande habilidade diplomática e eram muito eficientes no recrutamento de enormes forças militares. Inicialmente, seus raides conquistaram o apoio de outros turcos que viviam próximos ao pequeno domínio de Osmã. Com o tempo, porém, os turcos começaram a se assentar nas terras mal defendidas dos bizantinos e passaram a explorar o descontentamento dos camponeses, saqueando somente os que se recusavam a ajudar. No final, as cidades da Ásia Menor, isoladas, se renderam e os otomanos, no processo, se tornaram mestres na guerra de cerco.
Foi a habilidade otomana em lidar com seus adversários que os tornou poderosos tão rapidamente. Eles subjugavam seus oponentes como vassalos ao invés de destruí-los, o que os teria levado à exaustão. A exigência do pagamento de tributos dos estados conquistados, na forma de crianças e dinheiro, era muito eficiente para forçar a subjugação ao invés da conquista. Aliada a esta política, a região dos Balcãs estava dividida entre diversas potências (Bulgária, Sérvia e os estados latinos) que lutavam entre si com a mesma facilidade com que lutavam contra os otomanos e que demoraram a perceber que a tática dos otomanos era integrá-las numa rede de estados subordinados.

## Consequências
A queda de Constantinopla foi um choque para o papado, que ordenou um imediato contra-ataque na forma de mais uma cruzada. Apenas Filipe II, Duque da Borgonha, respondeu e, mesmo assim, na condição de que algum poderoso monarca o ajudasse, o que nenhum fez. Pio II então ordenou uma nova cruzada. Novamente, nenhum esforço substancial se viu entre os grandes líderes europeus da época, o que forçou o próprio papa liderá-la. Sua morte, em 1464, foi o fim da cruzada no porto de Ancona.
Entre os diversos efeitos da queda, um dos principais foi o grande influxo da cultura e da ciência grega na Europa pelas mãos dos fugitivos, uma fator preponderante para catalisar o Renascimento.
As fracassadas tentativas de derrotar os otomanos em Nicópolis e em Varna, a perda da Terra Santa (sem o Império Bizantino, não havia como suprir os exércitos cruzados na região) e a completa ausência de um contra-ataque genuíno levaram muitos, incluindo Martinho Lutero, a acreditar que os turcos eram a punição divina contra os pecados dos cristãos:
| “ | Quão vergonhosamente....o papa nos atraiu por todo este tempo para uma guerra contra os turcos, tomou nosso dinheiro, destruiu tantos cristãos e foi tão desonesto! | ” |

De qualquer maneira, já em 1529 a Europa começou a se reeguer frente à ameaça dos otomanos. Martinho Lutero, mudando de opinião, escreveu que o "Flagelo de Deus" tinha que ser enfrentado com grande vigor pelos líderes seculares e não pelos cruzados instigados pelo papa.
Com a própria manutenção do jugo otomano sobre Constantinopla configurando um reconhecimento de facto da inação europeia, os otomanos continuaram suas campanhas de conquista na Europa e no Oriente Médio. Seu poder finalmente chegou ao apogeu em meados do século XVII. A grande arma otomana, os janízaros, se tornaram sua grande fraqueza: conservadores e muito poderosos, eles impediam quaisquer reformas no exército muçulmano enquanto as forças europeias dispunham cada vez mais de novos recursos e se modernizavam. Como resultado, os esforços do Império Russo e do Império Austro-Húngaro para conter a ameaça otomana eram cada vez mais "formalidades" e culminaram na dissolução oficial do Império Otomano depois da Primeira Guerra Mundial.